# Miki Núñez
Miki Núñez Pozo (* 6. Januar 1996 in Terrassa) ist ein spanischer Popsänger. Bekannt wurde er als Vertreter Spaniens beim Eurovision Song Contest 2019.

## Leben und Karriere
Miki lernte Gitarre und Klavier zu spielen und machte seinen Abschluss in Administration und Management. Ebenfalls war er weiter musikalisch tätig, als er als Sänger der Band Dalton Bang durch Katalonien tourte.
2018 nahm er an der spanischen Sendung Operación Triunfo teil und belegte dort den sechsten Platz. Durch diese Teilnahme war er ebenfalls berechtigt, an der Eurovision Gala der Sendung teilzunehmen. Dort trat er als Solokünstler mit dem Lied La venda auf und in Form eines Duettes mit Natalia und dem Lied Nadie se salva. Am Ende konnte er mit 34 % der Zuschauerstimmen die Gala mit seinem Lied La venda gewinnen und erhielt somit das Recht, Spanien beim Eurovision Song Contest 2019 in Tel Aviv, Israel zu vertreten. Dort belegte er Platz 22.

## Diskografie

### Alben
- 2019: Amuza
- 2020: Iceberg
- 2023: 121

### Singles
- 2018: El ataque de las chicas cocodrilo (mit Carlos Right)
- 2018: Una lluna a l’aigua
- 2019: La venda
- 2019: Nadie se salva (mit Natalia Lacunza)
- 2019: Celébrate
- 2019: Escriurem (ES: Platin)
- 2020: Me vale
- 2022: 10 Minutos (ES: Gold)